# Nuclear Times (журнал)
Nuclear Times — журнал, посвященный ядерному разоружению, издававшийся с 1982 по 1992 год. Журнал был «Посвящен вопросам просвещения и служил установлению контактов между миротворцами». В коллектив журнала входили «журналисты, ученые и активисты». Издание было известно практикой постатейного указания «организационных ресурсов, привлеченных для написания статей каждого выпуска». The New York Times охарактеризовала Nuclear Times как «самый популярный журнал движения за мир».
Журнал не имел отношения к более позднему электронному информационному бюллетеню, издаваемому Объединением сталелитейщиков (United Steelworkers), созданному, чтобы «распространять новости и информацию для атомщиков в Соединённых Штатах и Канаде».

## История

### Начало издания
Журнал Nuclear Times был открыт в октябре 1982 года с Грегом Митчеллом (Greg Mitchell), ставшим его первым редактором. В 1984 году журнале публиковалось предложение о создании «министервств по делам мира».
Эурнал был создан как некоммерческая организация. В состав совета директоров входили Ходдинг Картер III (Hodding Carter III), Адам Хохшильд (Adam Hochschild), Энн Моллеген Смит (Anne Mollegen Smith) и Томас Пауэрс (Thomas Powers).
В статье United Press International о запуске этого проекта указано, что журнал — «первое в своем роде, посвященное исключительно освещению массового движения за разоружение» печатное издание. В сообщении так же говорится, что журнал обеспечит углубленное и независимое освещение личностей, событий и проблем, составляющих растущее движение против ядерного оружия.
Агеннтство UPI сообщало, что первый выпуск журнала «включал отчет о статусе референдумов по заморозке ядерного оружия, колонку мнений, эссе „Вернем бомбу домой“ и календарь предстоящих антиядерных мероприятий по всей стране».
Журнал Nuclear Times финансировался подписчиками, рекламой и поддержкой фондов. В 1984 году он собрал в общей сложности 74 300 долларов в виде пожертвований, причем самый крупный вклад поступил от Полевого фонда Нью-Йорка (Field Foundation of New York).

### Приостановка
Журнал приостановил публикации в августе 1989 года, по сути, прекратив свою деятельность, в предположении успешного развития движения за мир и ослабления напряженности в холодной войне.

### Возобновление работы и закрытие
В 1990 году журнал снова начал выходить, благодаря новому издателю из Бостона во главе с Джоном Тирманом (John Tirman). В обзоре 1991 года автор Грант Бернс описал, что журнал
"эволюционировал, чтобы служить советником для антивоенных и антиядерных движений. В нём по-прежнему основное внимание уделяется ядерному оружию и проблемам ядерной войны, но также представлены комментарии и оценки горячих точек по всему миру (таких как советские репрессии в Прибалтике, милитаризм в Японии, Персидский залив), которые таят в себе потенциал гораздо более широкого конфликта. На ядерном фронте в журнале были опубликованы статьи о распространении ядерного оружия, ядерном сдерживании в контексте затухающей холодной войны и протестов против ядерных испытаний в Советском Союзе.
Вновь заработавшее издание Nuclear Times просуществовало два года, прежде чем окончательно закрылось в 1992 году.

## Между страхом и надеждой
Управляющий редактор Nuclear Times Соня Шах выступила в качестве редактора книги «Между страхом и надеждой: десятилетие борьбы за мир на страницах журнала Nuclear Times c 1982 года до настоящих времён» (A Decade of Peace Activism Compiled from Nuclear Times Magazine, 1982 to Present). Книга составлена по материалам журнала Nuclear Times, начиная с 1982 года, и опубликована издательством Fortkamp Publishing Company в январе 1992 года. В обзоре «Бюллетеня ученых-атомщиков» она описывается как «очень полезная для изучающих стратегию и коммуникацию общественных движений, является очень удобным ресурсом для управленцев в сфере безопасности. „Между страхом и надеждой“ расширяет наши знания об одном из крупнейших и наиболее важных социальных движений в истории США».

## Известные сотрудники
- Дэвид Корн (David Corn), помощник редактора[22],
- Соня Шах, ответственный редактор (1990—1992),
- Джон Айзекс, публицист[23],
- Эллиот Негин, журналист[24].